# Samwer-Brüder
Die Brüder Marc (* 3. Dezember 1970 in Köln), Oliver (* 9. August 1972) und Alexander Samwer (* 31. Januar 1975) sind deutsche Unternehmer und Investoren mit Fokus auf vorwiegend internetbasierten Geschäftsmodellen. Ursprünglich gründeten sie gemeinsam 2006 die Beteiligungsgesellschaften European Founders Fund und Global Founders Capital und später den Internetinkubator Rocket Internet mit Sitz in Berlin. Seit 2013 gehen sie beruflich getrennte Wege. Oliver Samwer führt Rocket Internet als Vorstandsvorsitzender weiter. Alexander Samwer begann 2014 in den Bereichen Wagniskapital, Immobilien und erneuerbare Energien gemeinsam mit Jeremias Heinrich unternehmerisch zusammenzuarbeiten und sie bündelten ihre wachsenden unternehmerischen Aktivitäten 2018 in der Arvantis Group. Die Arvantis Group umfasst u. a. die Unternehmen Picus Capital, Pelion Green Future, Creanos und Arvantis Social Foundation.

## Leben

### Familie

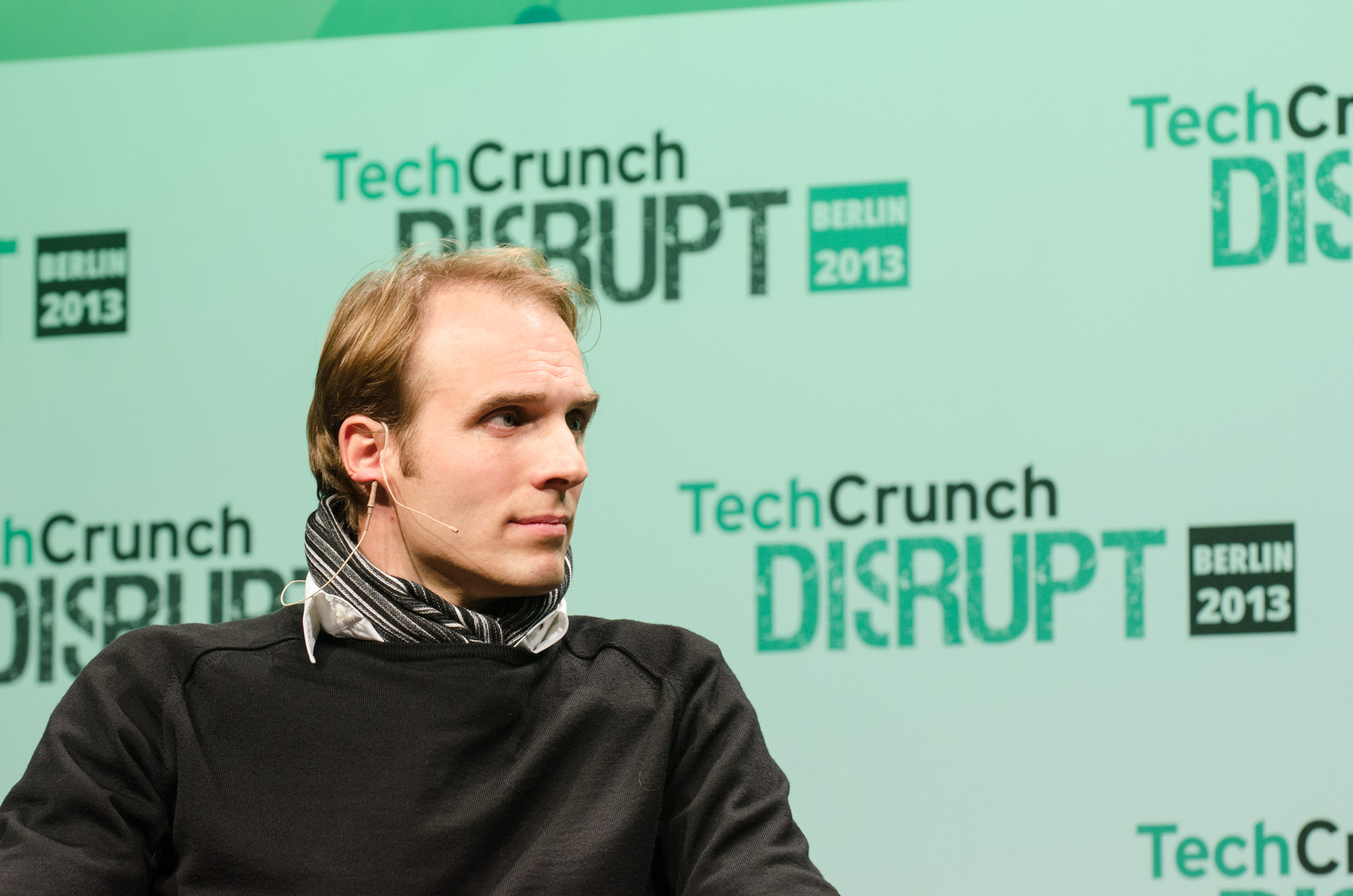
Marc Samwer (2013)

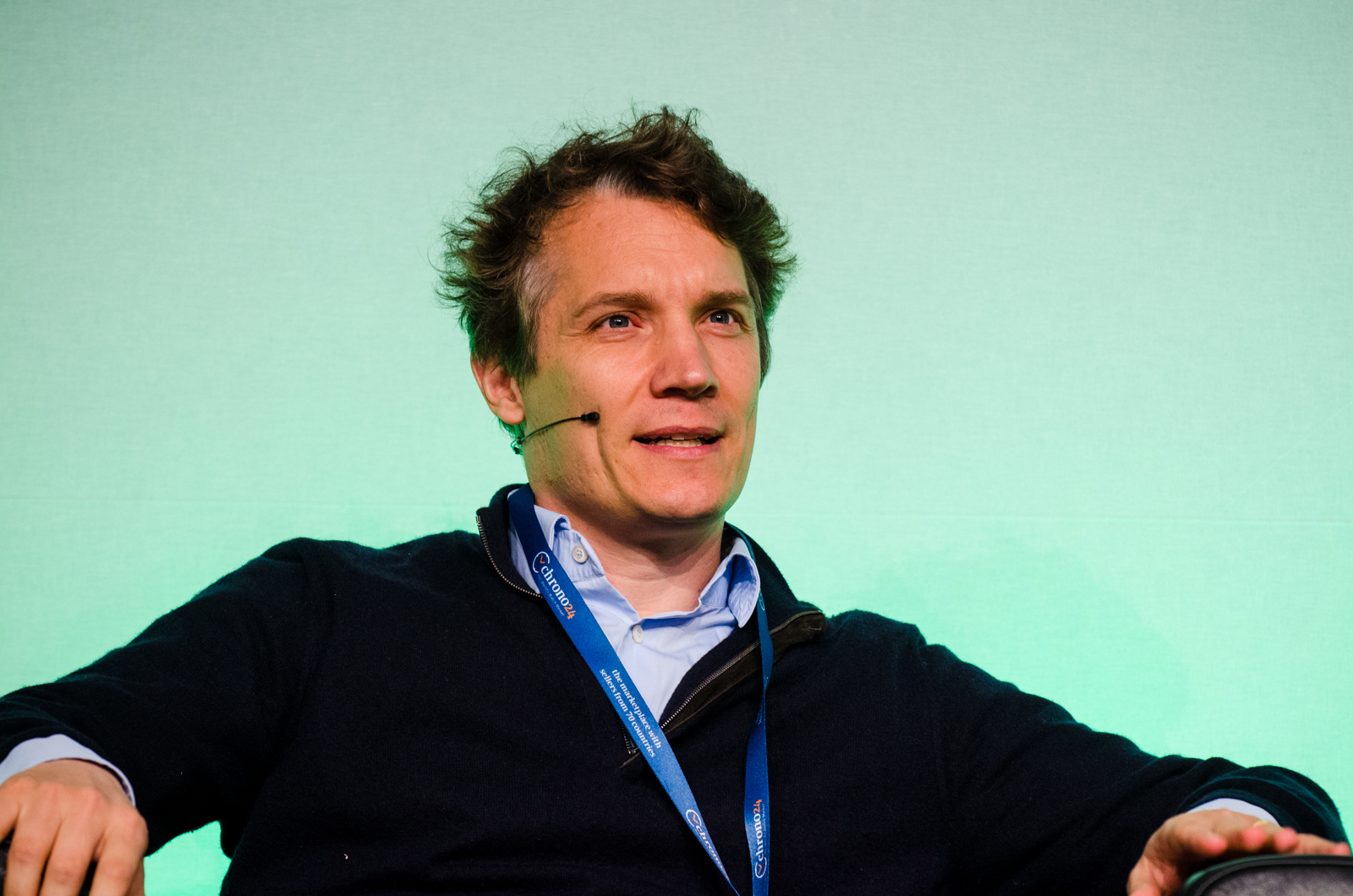
Oliver Samwer (2013)

Die drei Brüder wuchsen im wohlhabenden Kölner Stadtteil Marienburg auf. Ihr Vater Sigmar-Jürgen Samwer war ein auf Presse- und Wettbewerbsrecht spezialisierter Kölner Rechtsanwalt, der unter anderem durch die Vertretung des Literaturnobelpreisträgers Heinrich Böll und des Bundespräsidenten Karl Carstens bekannt wurde. Die Mutter Sabine Samwer war ebenfalls Rechtsanwältin in Köln. Der Großonkel Adolf Franz Samwer war Bundestagsabgeordneter (GB/BHE, CDU) und Vorstandsvorsitzender der Deutschen Krankenversicherung in Köln. Der Urgroßvater Karl August Friedrich Samwer war Ehrenbürger von Gotha und leitete von 1903 bis 1930 die Gothaer Lebensversicherungsbank auf Gegenseitigkeit. Der Ururgroßvater Karl Friedrich Lucian Samwer war Professor für Staatsrecht an der Christian-Albrechts-Universität zu Kiel und Regierungsrat im Staatsministerium von Sachsen-Coburg und Gotha. Die drei Brüder gründeten eigene Familien und haben mehrere Kinder.

### Ausbildung
Marc, Oliver und Alexander Samwer machten ihr Abitur am altsprachlichen Friedrich-Wilhelm-Gymnasium in Köln. Marc Samwer studierte Rechtswissenschaft an der Universität zu Köln. Oliver Samwer studierte Betriebswirtschaftslehre an der privaten, früheren Wissenschaftlichen Hochschule für Unternehmensführung in Vallendar und an ihrer Partnerschule, der Kellogg School of Management in Illinois. Während seines Studiums war er Stipendiat der Studienstiftung des deutschen Volkes, danach Trainee bei der Investmentbank Sal. Oppenheim in Köln. 1998 erstellte er zusammen mit Max Finger die Studie America’s Most Successful Startups. Lessons for Entrepreneurs. über Start, Aufbau und Wachstum US-amerikanischer Internetunternehmen. Betreut wurde die Arbeit von Horst Albach. Alexander Samwer studierte wiederum ab 1994 Volkswirtschaftslehre und Politikwissenschaft an der University of Oxford und absolvierte einen Master of Business Administration an der Harvard Business School.

## Unternehmen
Das unternehmerische Wirken der Samwer-Brüder besteht in der Gründung, dem Aufbau und dem Verkauf von Unternehmen im Technologiebereich. Sie sind einer der Vorreiter in dem von der Politik forcierten Bereich der Unternehmensgründungen in Deutschland. Häufig wurden Unternehmen, an denen die Samwer-Brüder engagiert waren, erfolgreich verkauft.

### Alando
1999 gründeten die Brüder zusammen mit Max Finger, Karel Dörner und Jörg Rheinboldt das Internet-Auktionshaus Alando nach dem Vorbild des US-amerikanischen Unternehmens eBay. Den sechs Gründern standen Freunde, Verwandte und Professoren, sogenannte Business-Angels, beratend und als Bürgen zur Seite. Die beiden Geldgeber, Wellington Partners und Burda Digital Ventures (BDV), heute Acton Capital Partners, investierten mehr als zehn Millionen Mark und erhielten dafür Anteile an ihrem Unternehmen. Die Mehrheit der Anteile blieb bei den Gründern. Im März 1999 ging Alando ins Netz; nach nur gut 100 Tagen verkauften die sechs ihr Unternehmen im Mai für rund 50 Millionen Dollar an eBay. Nach dem Verkauf wurden die Samwer-Brüder zu Geschäftsführern von eBay Europa bestellt.

### Jamba
Im August 2000 gründeten die Samwer-Brüder zusammen mit Max Finger und Ole Brandenburg sowie den großen Firmenpartnern Debitel, ElectronicPartner und den Metro-Töchtern Media Markt und Saturn die Jamba GmbH. Alexander Samwer verließ 2003 das Unternehmen, um an der Harvard University ein MBA-Studium zu absolvieren. Unter der Führung von Oliver und Marc Samwer entwickelte sich Jamba zum größten europäischen Anbieter von Klingeltönen und Mobiltelefonanwendungen. Das Unternehmen geriet zeitweise stark in die Kritik, die von Telekommunikationsunternehmen neu geschaffenen Abonnements für Mobilfunkdienste aggressiv zu vermarkten. Das Unternehmen reagierte auf die Anmerkungen; Unternehmenssprecher Tilo Bonow versicherte, dass Jamba die Einwände berücksichtige und stets um Verbesserung bemüht sei. 2004 übernahm der US-amerikanische Konzern VeriSign für 273 Millionen Dollar Jamba, in der Oliver und Marc Samwer bis zum 19. Dezember 2005 die Geschäftsführung innehatten.

### Rocket Internet / European Founders Fund
Seit Anfang 2006 betätigten sich die Samwer-Brüder als Risikokapitalgeber für Unternehmensgründungen (Start-ups) im Internet und Mobilfunkbereich. Zu den Investments von Rocket Internet oder ihres European Founders Fund gehören unter anderem das Online-Modeunternehmen Zalando, der Online-Essensbestelldienst Delivery Hero, der Online-Lebensmittellieferdienst HelloFresh, die Online-Möbelunternehmen Home24 und Westwing.
Im Januar 2008 wurde bekannt, dass die Samwers Unternehmensanteile an Facebook erworben haben. Am 17. Februar 2011 wurde öffentlich, dass sie die Anteile wieder verkauft haben. Als Grund gaben sie die Konzentration auf den Frühphasen- und Wachstumsbereich an. Die Brüder dürften Schätzungen zufolge ihren Kapitaleinsatz etwa verdreifacht haben.
Im Juli 2008 erwarben die Brüder Samwer 20 Prozent an der Internetstores AG. Am 30. März 2012 wurde bekannt, dass diese Anteile wieder verkauft wurden. Am 30. Dezember 2008 kauften die Brüder außerbörslich über die European Founders Fund Investment GmbH Anteile der MyHammer Holding AG, deren Tochterunternehmen die Internetplattform myhammer ist. Der Preis pro Aktie lag weit über dem des Marktes bei 3,70 Euro.
Am 16. Mai 2010 verkauften die Samwer-Brüder MyCityDeal – eine Nachbildung (einen Klon) des US-amerikanischen Vorbilds Groupon – für 170 Millionen USD an selbige. 2010 hielten sie 10 % der Anteile an Groupon. Am 1. Dezember 2011 wurde bekannt gegeben, dass sich die Samwer-Brüder über den European Founders Fund an einer Finanzierungsrunde über insgesamt vier Millionen Euro für den Handarbeitsmarktplatz DaWanda beteiligen.
Mit Rocket Internet hielten die Brüder bis 2016 Anteile an Wimdu (in China: Airizu.com), dessen Konzept der von Airbnb folgte, jedoch im Oktober 2018 sein Angebot einstellte.
Am 1. Oktober 2014 fand der Börsengang von Zalando statt, am darauffolgenden Tag der von Rocket Internet. Der Ausgabepreis je Aktie von Zalando lag bei 21,50 Euro, der von Rocket Internet bei 42,50 Euro. Laut Klaus Nieding, dem Vize-Präsident der Deutschen Schutzvereinigung für Wertpapierbesitz sind die Aktien als „spekulatives Investment“ einzuordnen.
Am 30. Oktober 2020, rund sechs Jahre nach dem Börsengang, wurde Rocket Internet im Rahmen eines sog. Delisting auf Bestreben von Oliver Samwer wieder von der Börse genommen. Weil der Rückkaufpreis pro Aktie mit 18,57 Euro erheblich unter dem Ausgabepreis bei Börsengang lag, führte dies zu Ernüchterung und Kritik von Seiten der Anleger.

### Global Founders Capital
Im März 2013 wurde bekanntgegeben, dass die Samwer-Brüder einen 150 Millionen Euro schweren Fonds namens Global Founders Capital (GFC) für Unternehmens-Gründer auflegen. Der Fonds soll junge Start-ups weltweit unterstützen. Damit stößt der Fonds in eine Lücke bei der Finanzierung von Unternehmensgründungen in Deutschland. 2022 wurde bekannt, dass GFC einen Großteil des weltweiten Investmentteams entlassen hat und kein weiterer Fonds aufgelegt wird.

### Arvantis Group
Seit 2013 geht Alexander Samwer geschäftlich eigene Wege und beendete seine Tätigkeit für Rocket Internet und Global Founders Capital. Alexander Samwer begann 2014 gemeinsam mit dem Unternehmer Jeremias Heinrich zusammenzuarbeiten und sie bündelten ihre wachsenden unternehmerischen Aktivitäten 2018 in der Investmentholding Arvantis Group. Sie fokussiert sich auf Unternehmensbeteiligungen aus den Bereichen Wagniskapital, Immobilien und erneuerbare Energien und bündelt drei Investmentgesellschaften: Picus Capital für Startup-Beteiligungen, die Immobilienholding Creanos sowie Pelion Green Future im Energiesektor. Weiterhin gehört die gemeinnützige Arvantis Social Foundation gGmbH zur Arvantis Group. Mehr als 250 Mitarbeiter sind bei der Arvantis Group weltweit in 6 Büros in 4 Ländern direkt angestellt.

## Vermögen
Das Vermögen der drei Samwer-Brüder wurde auf der Forbes-Liste 2020 mit jeweils mehr als einer Milliarde Euro angegeben. Damit belegen sie Platz 1.999 auf der Liste der reichsten Menschen.

## Soziales Engagement
Die Samwer-Brüder sind auf unterschiedliche Weise bei verschiedenen sozialen Projekten engagiert, vor allem im Bereich Bildung. Oliver unterstützte mit einer Spende den Alumniverein des Friedrich-Wilhelm-Gymnasiums in Köln, an dem er 1994 sein Abitur ablegte. Alexander setzt sich für mehr Umweltschutz ein, durch seine unternehmerischen Aktivitäten und sein Engagement als Gründungsmitglied der „Leaders for Climate Action“-Initiative. Ferner gehören die Brüder privat wie durch ihre Unternehmungen zum Unterstützerkreis der Wirtschaftshochschule WHU – Otto Beisheim School of Management in Vallendar bei Koblenz.

## Kritik
Sowohl die Samwer-Brüder als auch Rocket Internet werden hinsichtlich ihres unternehmerischen Handelns kritisiert – vor allem wegen der Nachahmung lukrativer Geschäftsmodelle und Produkte anderer Firmen. Beispielsweise war Alando die Nachbildung der US-amerikanischen Auktionsplattform eBay, MyCityDeal die von Groupon.
Weitere Vorwürfe kritisieren die teilweise „aufmerksamkeitsheischenden“ Werbestrategien der Beteiligungsunternehmen, einen autoritären Führungsstil bei hohem Leistungsdruck und die teilweise aggressiven Geschäftsgebaren. Marc Samwer wird bei einem Gebäude mit Musik-Club Gentrifizierung vorgeworfen, bei welchem dem Club Auflagen wegen Lärmbelästigung gemacht und die Miete stark erhöht wurde.

## Schriften
- Max Finger, Oliver Samwer: America's Most Successful Startups. Lessons for Entrepreneurs. Gabler, 2001, ISBN 3-409-21409-7.

## Film
- Die große Samwer-Show. Die Milliarden-Geschäfte der Zalando-Boys. Dokumentarfilm, Deutschland 2014, 43:30 Min., Buch und Regie: Christian Esser und Birte Meier, Produktion: ZDF, Redaktion: Frontal 21, Erstsendung: 26. August 2014 bei ZDF, online.